# Командир ескадрильї
«Командир ескадрильї» (англ. Wing Commander) — американський науково-фантастичний фільм 1999 року, заснований на однойменній серії відеоігор і зрежисований Крісом Робертсом, творцем ігор. Це другий фільм, в якому разом грають Фредді Принц-молодший та Меттью Ліллард. Також у фільмі знімалися Саффрон Берроуз, Чекі Каріо, Юрген Прохнов, Девід Суше і Девід Ворнер. Основні зйомки проводилися в Люксембурзі, постпродакшн був зроблений в Остіні, штат Техас.

## Сюжет
У 2654 році між Терранською Конфедерацією та Імперією котоподібних кілраті триває міжзоряна війна. Армада кілратських винищувачів атакує віддалену станцію «Пегас» і захоплює навігаційний комп'ютер, звідки отримує координати Землі. Адмірал Джеффрі Толвін сподівається на терранський флот, але передбачає, що він запізниться на дві години. Толвін шле повідомлення найближчому зорельоту, що може безпечно доставити повідомлення для корабля «Кіготь тигра». Ним виявляється вантажний корабель «Діліджент» до екіпажу якого входить Крістофер Блер, батька якого Толвін знав під час попереднього конфлікту під назвою «Війни пілігримів». Толвін наказує Блеру передати для капітана Джейсона Санскі, що «Кіготь тигра» повинен протриматися якомога довше проти кілраті з метою затримати їхній флот.
Блер і Тодд Маршалл перебувають під командуванням капітана Джеймса Таґґарта. В польоті до «Кігтя тигра» корабель затягує в гравітаційний колодязь квазара Харибда і він втрачає навігаційний комп'ютер. Поки Таґґарт ремонтує його, Блер вручну обраховує координати, перевершивши комп'ютер.
На борту «Кігтя тигра» Блер приєднується до ескадрильї вимогливої лейтенантки Деверо. Блер бореться з недовірою командира Пола Джеральда та лейтенанта Яна Сент-Джона, бо його мати була «пілігримом», родом людей, які розвинули здатність орієнтуватися в космосі. Маршалл дружиться з лейтенантом Розі Форбс і закохується в неї, але в результаті дружнього змагання з Маршаллом біля залишків «Пегаса» обоє стають ціллю кілраті. Форбс гине при посадці внаслідок пошкодження свого винищувача. Цей випадок збільшив недовіру Деверо та похитнув впевненість Маршалла.
«Кіготь тигра» і «Діліджент» ховаються в кратері від обстрілу кілраті. Обладнання корабля виявляється пошкоджене і він не зможе довго протриматися. Екіпаж споряджає загін, який бере корабель кілраті на абордаж і знаходить викрадений навігаційний комп'ютер з координатами точки прибуття на орбіту Землі. Однак «Кіготь тигра» сильно пошкоджено, і він не може зв'язатися з командуванням. Деверо та Блер вирушають до Землі на винищувачах крізь квазар Сцилла. Вроджена здатність Блера дозволяє знайти шлях до Землі. Таґґарт на подив Блера теж виявляється пілігримом.
Винищувач Деверо виходить з ладу в бою після знищення ворожої ракети, але вона переконує Блера не рятувати її, а продовжити місію. Блер прямує до Землі, проте корабель кілраті переслідує його. Тоді він заманює ворога в гравітаційний колодязь, корабель кілраті гине, а Блер, передавши координати точки прибуття флоту, відводить свій винищувач. Не очікуючи спротиву, флот кілраті гине під обстрілом земних кораблів. Блера підбирає рятувальне судно, а Таґґарт рятує Деверо на кораблі «Діліджент». Блер і Деверо знову зустрічаються на «Кігті тигра» і цілуються, коли Деверо везуть до лікаря.

## В ролях
| Актор                 | Роль                            |
| --------------------- | ------------------------------- |
| Фредді Принц-молодший | лейтенант Крістофер Блер        |
| Саффрон Берроуз       | капітан-лейтенант Жанетт Деверо |
| Меттью Ліллард        | лейтенант Тодд Маршалл          |
| Чекі Каріо            | коммодор Джеймс Таггарт         |
| Девід Суше            | капітан Джейсон Санськи         |
| Юрген Прохнов         | командир Пол Джеральд           |
| Девід Ворнер          | адмірал Джеффрі Толвін          |
| Джинні Голдер         | лейтенант Розі Форбс            |

## Сприйняття
На агрегаторі рецензій Rotten Tomatoes «Командиру ескадрильї» отримав 10 % схвальних рецензій критиків з висновком: «Низьким бюджетом можна пояснити химерні спецефекти „Командира ескадрильї“, але не може вибачити погані діалоги чи нав'язливу залежність фільму від науково-фантастичних кліше». На Metacritic середня оцінка фільму складає 21/100, що відповідає «загалом несхвальним» відгукам.
Журнал «Time» в 2008 році присудив «Командиру ескадрильї» 2-ге місце в переліку найгірших адаптацій відеоігор, назвавши його «пережитком епохи».